# Jürgen Newig
Jürgen Newig (* 30. März 1941 in Westerland auf Sylt; † 25. Oktober 2015 auf Teneriffa) war ein deutscher Geograph und Geographiedidaktiker.

## Leben
Jürgen Newig studierte Geographie, Geologie, Vorgeschichte und Germanistik an den Universitäten Tübingen und Kiel. Dort wurde er 1973 promoviert und 1987 habilitiert. Ab 1984 war er Professor für Geographie und Didaktik des Geographieunterrichts an der Pädagogischen Hochschule Kiel und ab 1994 an der Erziehungswissenschaftlichen Fakultät der Universität Kiel. Er war Direktor des Geographischen Instituts der Universität Kiel. 2005 wurde er emeritiert.
Zu seinen Projekten gehörte die Erforschung sogenannter Kulturerdteile.
Newig war verheiratet und hatte zwei Kinder und ein Pflegekind.